# ザ・ギース
- ザ・ギース
- THE GEESE

ザ・ギースは、ASH&Dコーポレーションに所属しているお笑いコンビ。キングオブコント2008・2015・2018・2020ファイナリスト。アルファベット表記の「THE GEESE」での活動もある。

## メンバー
高佐 一慈（たかさ くにやす、1980年9月2日（44歳）- ）立ち位置は向かって左・主にツッコミ担当。
- 北海道留萌市生まれ函館市育ち。身長174cm、体重59kg。
- 函館ラ・サール高校卒業。早稲田大学理工学部中退。早稲田大学へは指定校推薦で入学しており、高佐が中退したことによって函館ラ・サール高校から早稲田大学理工学部への推薦枠がなくなったという噂がある[1]。
- 特技はパントマイム、ピアノ、ハープ、卓球。パントマイムやハープはネタ中で披露することもある。
- 好きなものは映画『博士の異常な愛情』で、『キングオブコント2020』で決勝進出した際のキャッチフレーズも『コント博士の異常な愛情』だった。
- 大学生の時にお笑いサークル「早稲田大学寄席演芸研究会」に入っていた。大学対抗お笑いバトルで決勝にいったことがある[2]。
- おおかわら（鬼ヶ島）と仲が良い。美容室に行くときはいつも一緒とのこと。（2011年5月現在）
- ライトノベル作家の川岸殴魚とは大学時代のサークルの先輩後輩であり、その縁で『月刊ガガガチャンネル』（ニコニコ生放送）に出演することになったと番組内で語っている。また、川岸の書いたライトノベル、「人生」に尾関とともにゲスト（相談役）で登場している。
- 妹の影響で『らんま1/2』を読み始め、久遠寺右京に恋をする。同作を好きすぎて、最後を迎えたくないあまり最終巻だけ読んでいない（2017年時点）[3]。
- YouTubeチャンネル「タカサ大喜利倶楽部」にて毎週ゲストとともに大喜利動画を配信しており、動画の編集も高佐自身がおこなっている[4]。
- 2019年9月、Twitterで結婚を発表した[5]。

尾関 高文（おぜき たかふみ、1977年8月6日（48歳） - ）立ち位置は右・主にボケ担当。
- 広島県東広島市西条町出身[7]。血液型O型。千葉県松戸市在住。身長190cm、体重80kg[6]。
- 千葉県立柏南高等学校を経て、浪人し[8]、明治大学商学部卒業[9]。
- 特技はバレーボール、野球（投手）、広島東洋カープを語ること。
- 中学では科学部に在籍。千葉県立柏南高等学校時代にバレーボール部で千葉県ベスト8。野球経験は無いが浪人時代カープの入団テストを受けようとしていた。
  - すっぽん大学の学は同じ高校のバレーボール部の後輩ということで仲が良く、尾関が「お笑いのサークルに入ればいいじゃん」と言ったことで学がお笑いの活動を始めた[10]。
- 親が厳格で、お笑い番組は見せてもらえなかった。大学に入ってから『爆笑オンエアバトル』（NHK総合）などお笑いを見始め、その頃に友人に誘われてお笑いの活動を始める[2]。大学4年の時にはアミューズがお笑い部門を立ち上げるために始めた「ギャグ大学」に優勝し、アミューズに所属した[11][12]。
- 2009年5月、「キングオブコント」記者会見で一般人との結婚予定を公表した[13]。同年6月に入籍、11月11日に女児が誕生した。
- 恐竜に関しては、科学館等でイベントを行うほど造詣が深い。
- イノシシを罠にかける免許を持っている。
- 38歳の時に初めて自動車の運転免許を取得。
- スタートアップ企業で正社員として働いている。

## 概要
- 2004年結成のコントユニット。2005年、『ゲンセキ』（TBSテレビ）や爆笑オンエアバトル』に出演し知名度が上がる。2006年1月に初の単独ライブ「手と足が同時に出る」をシアターイワトにて行なった。
- 事務所の先輩「シティボーイズ」のファンであり、尊敬している。当初はフリーで活動するも、シティボーイズと同じ事務所（ASH&Dコーポレーション）への所属を希望し、2005年秋に所属となる。
- 映像コント集団「モダンレコーディング」にも所属し、その中で、尾関主演の「マッドメン」が「東京ネットムービーフェスティバル2005」にてグランプリを受賞した。
- 戯曲作家・故林広志第3期コントサンプルの一員で、故林のバックアップの下、活動を開始した。
- GEESEとは英：GOOSE（ガチョウ）の複数形だが、尾関曰くラテン語で「腰が低い」という意味で、そこから命名したという説もあるが、これは尾関の冗談である。
  - テレビ出演の際に「ザ・ギース」とカタカナ表記となっていることが多い（ただし、『爆笑オンエアバトル』などでは英語表記のまま）。
  - また、キングオブコント決勝では「ザ・ギース」に改名すると発表されたが、後日公式ブログにて、今後も改名はせず、用途によってカタカナとアルファベット表記を使い分けていくと発表。同番組では「解散を賭けた挑戦」を紹介され優勝できなければ解散するとも紹介された。結果はAブロック2位だったが、後日の公式ブログでこれからも解散せずに活動することを表明した。
- 『爆笑オンエアバトル』では、初挑戦から8連勝を続けたが、上々軍団がパーフェクトを達成した放送分(2007年11月17日)で連勝が8でストップ。それ以降長期間坂コロジンクス（オンエアとオフエアを交互に続けること）にハマっていたが、2009年9月25日の放送分でついに連勝をして1年10ヶ月ぶりに坂コロジンクスを脱した。また、この回で連勝を達成した為、ゴールドバトラーに認定された。
- 『オンバト+』においては無傷の15連勝を記録し、その内オーバー500KBを6回獲得するなど圧倒的な強さを誇った。因みに連勝回数はラバーガール（16戦全勝）に次いで2番目に多い記録であり、オーバー500KB獲得回数は番組最高記録となっている。なお、オンバト+において10連勝以上を達成している芸人はラバーガールとザ・ギースの2組のみとなっている。

## 逸話
- 事務所は違うが、ラバーガールとは合同ライブを行うなど、仲が良い。
- 『ぐるぐるナインティナイン』（日本テレビ）に初出演した際は、同じ回に小島よしおが出演していたため、放送を見ていた親戚に「おもしろかったね、小島よしお」と言われたという。
- 『ウンナン極限ネタバトル! ザ・イロモネア 笑わせたら100万円』（TBSテレビ）ではゴールドラッシュの挑戦回数の多さから、ガリガリガリクソンとは絆が強まったと発言している。芸歴はガリクソンの方が上であり、「ガリクソンさん」と呼んでいるが、ギースよりガリクソンの方が年下である。

## ネタ
- シュールで非日常的な設定のコントをする。初期のラーメンズと比較される。
- 主に尾関がボケであるが、ネタによっては高佐がボケたり、2人の行動や台詞自体がボケになっている。
- ネタ中は二人とも役名を使うことが多く、本名を使うことは少ない。 メガネを着用することも多い。

## 受賞歴等

### キングオブコント
キングオブコントは第1回大会から出場しており、その内4度（2008年、2015年、2018年、2020年）に決勝に進出している。準決勝の進出回数13回は、GAGの14回連続進出に次いで多く、ジャルジャルの13回連続進出に並ぶタイ。因みに第1回大会のファイナリストの中では唯一、4回以上ファイナル経験のある中ではGAGと共に二本目のネタを出来ていない組でもある。（2009年から2013年はファイナリスト全組が二本のネタをやれるルールだったが全て準決勝、準々決勝で敗退しており、更に決勝進出した年も全てファーストステージで敗退しているため二本目をやった経験が一度も無い。）また4回以上決勝進出経験がある中では唯一連続決勝進出していない組でもある。
- 2008年 第1回キングオブコント 決勝5位（Aリーグ2位）
- 2009年 第2回キングオブコント 準決勝進出
- 2010年 第3回キングオブコント 準決勝進出
- 2011年 第4回キングオブコント 準決勝進出
- 2012年 第5回キングオブコント 準々決勝進出
- 2013年 第6回キングオブコント 準決勝進出
- 2014年 第7回キングオブコント 準決勝進出
- 2015年 第8回キングオブコント 決勝7位
- 2016年 第9回キングオブコント 準決勝進出
- 2017年 第10回キングオブコント 準決勝進出
- 2018年 第11回キングオブコント 決勝6位
- 2019年 第12回キングオブコント 準々決勝敗退
- 2020年 第13回キングオブコント 決勝4位
- 2021年 第14回キングオブコント 準決勝進出
- 2022年 第15回キングオブコント 準々決勝敗退
- 2023年 第16回キングオブコント 準決勝進出
- 2024年 第17回キングオブコント 準々決勝敗退

### その他
- 2005年 東京ネットムービーフェスティバル グランプリ（尾関）
- 2007年 第5回お笑いホープ大賞 決勝進出
- 2007年 NHK新人演芸大賞 決勝進出
- 2008年 第6回お笑いホープ大賞 爆笑レッドカーペット賞（特別賞）
- 2008年 NHK新人演芸大賞 決勝進出
- 2008年 爆笑レッドカーペット 12月10日 レッドカーペット賞[14]
- 2013年 NHK新人演芸大賞 決勝進出
- 2019年 ゴッドタン「ネタギリッシュNIGHT」チャンピオン大会優勝
- 2020年 R-1ぐらんぷり 準決勝進出（高佐）
- 2021年 「猫王（ニャオー）」優勝[15]

## 出演

### テレビ
THE GEESE名義
- 爆笑オンエアバトル（NHK総合）戦績13勝4敗 最高509KB　ゴールドバトラー認定
  - 第9回チャンピオン大会 セミファイナル6位敗退
  - 第12回チャンピオン大会 ファーストステージ7位敗退
- オンバト+（NHK総合）戦績15勝0敗 最高537KB
  - 第1回チャンピオン大会 ファーストステージ8位敗退
  - 第4回チャンピオン大会 ファーストステージ5位敗退
  - ※オーバー500は6回と最も多い。2013年7月13日放送回で自己最高の537KBを記録[16]。この記録は爆笑オンエアバトル時代から数えてジグザグジギーが541KBを記録するまでコントの最高得点だった[17]。
- ゲンセキ（TBSテレビ）
- 虎の門（テレビ朝日）ここでロッキーは無いだろ選手権
- 関根&優香の笑うお正月（テレビ朝日）
- 笑撃!ワンフレーズ（TBSテレビ）
- 21世紀エジソン（TBSテレビ）
- お笑い登龍門 ガッハ（フジテレビ）
- 爆笑一番（秋田テレビ）
- アドレな!ガレッジ（テレビ朝日）
- ワラッタメ天国（フジテレビ）キャッチコピーは「ふぞろいのガチョウ達」- 優等生1回獲得

ザ・ギース名義
- ぐるぐるナインティナイン（日本テレビ）「おもしろ荘へいらっしゃい!」のコーナー、実質準レギュラー
- 爆笑ピンクカーペット（フジテレビ、2008年8月30日）キャッチコピーは「アーバン コント ファクトリー」
  - 新春ゴールデンピンクカーペットSP（2009年1月1日）
- 爆笑レッドカーペット（フジテレビ）キャッチコピーは「アーバン コント ファクトリー」
- キングオブコント（TBSテレビ、2008年10月5日、2015年10月11日、2018年9月22日、2020年9月26日）
- エンタの神様（日本テレビ、2008年11月15日）キャッチコピーは「段違いの方程式」
- ウンナン極限ネタバトル! ザ・イロモネア 笑わせたら100万円（TBSテレビ）ゴールドラッシュSPで初登場。3回勝ち抜き本戦出場権獲得。2010年2月25日放送分で本戦初挑戦。結果は4thステージ敗退。
- お笑いDynamite!（TBSテレビ、2008年12月29日）キャッチコピーは「ちょっと変わった隠し味」
- 爆笑レッドシアター（フジテレビ、2009年6月10日）
- 99プラス（日本テレビ、2009年）
- フジテレビからの〜!（フジテレビ、2011年）
- さまぁ〜ZOO（テレビ東京、2011年）
- ピラメキーノ（テレビ東京、2012年1月）
- 西方笑土〜踊るカマドウマの夜〜（NHK BSプレミアム、2012年2月）
- ZIP!「笑いの単語チョウ」（日本テレビ、不定期）キャッチコピーは「お笑い渡り鳥」
- タモリ倶楽部（テレビ朝日、2013年2月22日）
- カープ開幕直前特番『男気！鯉戦士の誓い』（2015年3月21日、中国放送） 菊池涼介選手（広島東洋カープ）の誓いの相手・ギース尾関
- SICKS〜みんながみんな、何かの病気〜（テレビ東京、2015年12月） - 高佐:TV番組AD 役/尾関:放送作家 役
- ゴッドタン（テレビ東京、2017年1月16日） - ネタギリッシュNIGHT(ちょうどいいエロネタ選手権)
- 笑×演（テレビ東京、2017年4月19日）- 大島蓉子×櫻井淳子コンビにネタを提供
- わらたまドッカ〜ン（NHK Eテレ、2017年10月23日）
- オールスター後夜祭（2018年10月7日[18]、2019年4月7日[19]、TBSテレビ）
- スマートフォンデュ（テレビ朝日、2018年12月20日）
- オンエア決めろ！ー笑武ー（2022年3月29日・4月19日、BSJapanext）

単独出演
高佐一慈
- 私の何がイケないの?（2011年11月10日、TBSテレビ）
- お笑い実力刃（2022年3月2日、テレビ朝日）

尾関高文
現在のレギュラー番組
- おはリナ!（TOKYO MX、2024年10月15日 - ） - 隔週火曜コメンテーター

過去の出演番組
- ジャガイモン（2008年11月-、テレ朝チャンネル）
- 平成教育学院（2011年5月、フジテレビ） - 回答者
- 飛び出せ!科学くん（2011年7月-2011年9月、TBSテレビ） - 恐竜ナビゲーター
- アメトーーク! 広島カープ芸人（第1弾：2012年6月21日、第2弾：2015年3月19日、第3弾：2016年9月29日、テレビ朝日）
- Jsports2カープキャンプ生中継（2014年2月4日・8日、Jsports）
- 鯉のはなシアター（2014年・2016年、広島ホームテレビ）
  - #15 ｢光に満ちた213勝投手 影の人間秘話｣（2014年8月22日） 北別府学（広島東洋カープOB）と共に出演
  - #22 「中学生プロと呼ばれた鯉の孤高の決断（ジャッジ）人生」（2014年10月24日）
  - ｢カープが優勝した25のキーワード｣（2016年12月14日）
- 奮闘!カープ2015（2015年10月9日、NHK総合） 大野豊（広島東洋カープOB）と共に出演
- カープ日本一TV2016 鯉の大逆襲！海に山地誓う（2016年1月1日、中国放送）
- カープ道（2016年・2017年・2018年・2019年、広島ホームテレビ） 講師
  - #31｢カープ芸人と呼ばれて｣（2016年6月4日）
  - #38｢カープ芸人が激論！優勝の○○！」（2016年9月17日）
  - #50「カープ2次キャンプ地沖縄 課外授業」（2017年2月18日）
  - #56｢いでよ若鯉！由宇練習場巡り｣（2017年4月19日）
  - #63「こんな強すぎるカープは嫌いだ！」2回表（2017年6月7日）
  - #64「こんな強すぎるカープは嫌いだ！」2回裏（2017年6月14日）
  - #84「HOMEぽるフェス公開収録 ｢2017年カープ総決算」（2017年11月22日）
  - #86「鯉党とG党が論戦！プレイバック2017」（2017年12月6日）
  - #96｢輝かせたい!名脇役列伝｣ （2018年4月4日）
  - #111｢カープ芸人が振り返る！2018前半戦プレイバック｣ （2018年7月31日）
  - #127｢2018セ･リーグ芸人大集合!こんな強すぎるCarpは嫌いだ 1回戦｣（ 2018年12月12日）
  - #128｢2018セ･リーグ芸人大集合!こんな強すぎるCarpは嫌いだ 2回戦｣ （2018年12月19日）
  - #カープ道SP HOLA(オラ)!ドミニカ 〜 鯉魂あふれる灼熱の島へ行ってきたぞ!〜（2019年1月5日）
  - ｢3連覇したけど呼ばれなかった芸人 前半戦｣（2019年1月9日）
  - ｢3連覇したけど呼ばれなかった芸人 後半戦｣（2019年1月16日）
  - ドミニカこぼれ話（2019年1月23日）
  - #138「鯉党×燕党が論戦!?どーなる今季のCARP」（2019年4月10日）
  - #139「カープ道的!!カープ平成史を振り返る!前半戦」（2019年4月17日）
  - #140「カープ道的!!カープ平成史を振り返る!後半戦」（2019年4月24日）
  - #141「令和○年、未来のカープを妄想しよう」（2019年5月8日）
  - #148「第1回選抜!カープ胸キュンナイン」（2019年7月3日）
  - #157「首都圏マツダスタジアム観戦ツアー｣ （2019年10月2日）
  - #159「セ・リーグ芸人大集合!2019年を振り返ろう!｣ （2019年10月23日）
- ザ・ギース尾関のCARPなんでも調査隊（2016年、ちゅピCOM） 隊長
- カープ25年ぶり優勝へ ～悲願達成へカウントダウン～（2016年9月9日、NHK総合） 達川光男、大野豊、長谷部稔（いずれも広島東洋カープOB）と共に出演
- 完全カープ主義V7だから7時間生放送！25年ぶりの悲願へ魂の応援SP（2016年9月11日、広島テレビ）
- カープ日本一TV 2017 ～チーム一丸！ハワイで誓う覚悟！～（2017年1月1日、RCCテレビ） カープ選手と共に出演
- 新春!朝までホームテレビ カープ道スペシャル「新春SP カープが優勝したのに声が掛からなかった芸人集合」（2017年1月1日深夜、広島ホームテレビ）
- カープ芸人！俺たちの沖縄キャンプ 選手を追いかけ沖縄でキャンプをしたら?!（2017年3月11日、広島ホームテレビ、琉球朝日放送）
- Veryカープ!連覇は一日にしてならず!〜黄金時代への秘策〜（2017年7月16日、RCCテレビ） 番組内コーナー「カープ芸能人夜会」に出演。その完全版がインターネットで期間限定で公開。
- 特別番組『カープV8 連覇の記憶 〜そして日本一へ〜』（2017年10月1日、広島テレビ） カープ 中田廉投手、中﨑翔太投手、今村猛投手、一岡竜司投手と共に出演
- テレビ派（2017年10月18日、広島テレビ） 座談会（司会：森拓磨アナウンサー） 甲子園でトークバトル カープに勝つのは俺たちのチームだ!
- 2019 新春恒例!カープ選手会ゴルフ〜今年で見納め新井さんSP!（2019年1月2日、広島テレビ）
- ドライブオススメぐり 〜どんなクルマと、どんな時間を。 produced by カーセンサー（2019年1月9日・16日、広島ホームテレビ）
- 5up!サタデー コーナー カープ選手のキャラ弁作り（2019年、広島ホームテレビ）
- 2020新春恒例! カープ選手会ゴルフ（2020年1月3日、広島テレビ）
- HAPPY CARP YEAR あらたな1歩、お供します。（2020年1月4日、広島ホームテレビ）

### ドラマ
- 栞と紙魚子の怪奇事件簿（2008年1月12日・2月16日、日本テレビ）第2話に高佐、第7話に尾関が出演
- 勇者ヨシヒコと魔王の城（2011年7月 - 9月、テレビ東京） - 第4話に尾関（カッパ 役）、第11話に高佐（不動産屋 役）が出演
- からくり侍 セッシャー1 第二章（2013年7月 - 9月、テレビ静岡） - 尾関がレギュラー出演（柄苦多男 役）、高佐も第7-9話にゲスト出演
- CODE1515（2020年５月10日 - 、BSフジ） - 青砥祥太郎 役（高佐）、富安秀文 役（尾関）[20]
- 藤子・F・不二雄 SF短編ドラマ シーズン3「換身」（2025年3月25日、NHK BSプレミアム4K） - 尾関が出演[21]

### 映画
- ラブ★コン（2006年、松竹）尾関のみ、長身のオタク（長髪）役

### CM
- かっぱ寿司（2010年 - ）尾関のみ[22][23]
- みんなのテニス（2010年）
- パイロットコーポレーション「ハイテックCコレト」（2010年 - ）
- 大塚製薬 UL・OS（ウル・オス）（2016年6月 - ）尾関のみ

### 舞台
- ファーストピック主催公演「野に咲く花なら」（2024年1月24日 - 28日、シアターグリーン BOX in BOX THEATER）[24]

### ラジオ
現在のレギュラー番組
- ザ・ギース尾関高文とOCHA NORMA広本瑠璃の年の差ラジオ（RCCラジオ、2022年10月8日 - ）[25]

過去のレギュラー番組
- 大竹まこと ゴールデンラジオ!（文化放送）大竹サテライト レポーター金曜日担当（2010年1月8日 - 12月31日、2014年4月4日 - 9月26日）「週刊 こどもGEESE」 → 「週刊 仕事ギース」

その他の出演番組
- エレ片のコント太郎（TBSラジオ）
- EVENING JOCKY（MID-FM）
- オードリーのオールナイトニッポン（ニッポン放送、ゲスト）
- 広島カープ芸人のオールナイトニッポンR（2015年4月25日） 尾関のみ
- カープフェスティバル鯉祭り・燃えろいい男クイズSHOW（2016年3月21日、中国放送） 尾関のみ
- エールエール　カープスペシャル～25年ぶりの悲願～（2016年8月11日、中国コミュニケーションネットワーク） 尾関のみ
- 文化放送ウェンズデープレミアム「祝！広島東洋カープ 25年ぶりセ・リーグ優勝！“最高でーす！”」（2016年10月5日、文化放送） 尾関のみ
- ココスポ年末特大号 神ってる広島SP（2016年12月30日、RCCラジオ） 尾関のみ

### インターネットテレビ
- ロトナン宝くじチャンネル（ニコニコ生放送）
- ICE MAN SHOW 公開処刑（Ustream）
- 沈黙（Ustream） - 尾関のみ
- 月刊ガガガチャンネル（ニコニコ動画『ガガガ放送局』チャンネル、2012年vol.7ゲスト）
- 人間のテレビ（ニコニコ生放送） - 高佐のみ
- タカサ倶楽部 (ニコニコ生放送) [26] - 高佐のみ
- タカサ大喜利倶楽部(YouTube、第22回まではニコニコ動画でも公開されている) - 高佐のみ
- ザ・ギース尾関高文・コイのターゲット（2014年、東スポ＠チャンネル）

### ゲーム
- ドラゴンエッグ（2020年4月24日 - 5月17日、ルーデル）「ザ・ギース高佐」として登場。

### イベント
- ギース尾関プレゼンツ
  - ギース尾関プレゼンツ『チーズナイト』（阿佐ヶ谷ロフトA、2012年8月13日）尾関のみ
  - ギース尾関プレゼンツ2『美味しんぼナイト』（阿佐ヶ谷ロフトA、2012年10月18日）尾関のみ
  - ギース尾関プレゼンツ3『おまけナイト』[27] （阿佐ヶ谷ロフトA、2014年3月24日）
- 高佐レジャーランド[注 1]（新宿ロフトプラスワン、2013年7月27日）高佐のみ
- 高佐レジャーランド 第二夜[注 2]（新宿ロフトプラスワン、2013年10月13日）高佐のみ
- 青雲！たかさ城（新宿ロフトプラスワン、2014年1月24日）高佐のみ
- 高佐生誕記念『高佐のほとんどビョーイン』（新宿ロフトプラスワン、2014年9月2日）
- 高佐爆笑ディナーショー（新宿ミノトール2、2014年12月14日）高佐のみ
- 高佐バレンタインデー～恋にゲームに大忙し！（新宿ネイキッドロフト、2015年2月14日）
- 高佐生誕祭『高佐七番勝負』（新宿ロフトプラスワン、2015年9月7日）高佐のみ
- バレンタインSP『高佐スタディゲーム』（新宿ロフトプラスワン、2017年2月14日）

### 単独ライブ
- 2006年
  - 1月28日・29日 - 「手と足が同時に出る」（シアターイワト/東京）
  - 11月10日・11日- 「微生物の友」（笹塚ファクトリー/東京）
- 2007年
  - 6月28日 - 7月1日- 「鳥を見たら鳥と思え」（シアター風姿花伝/東京）
- 2008年
  - 4月2日 - 6日- 「天気の話はしたくない」（THEATER/TOPS/東京）
- 2009年
  - 4月2日 - 5日- 「Dr.バードと優しい機械」（新宿シアターモリエール/東京）
- 2010年
  - 4月20日 - 25日- 「Alternate Green」（新宿シアターモリエール/東京）
- 2012年
  - 5月1日 - 4日- 「Poetry Vacation」（アトリエフォンテーヌ/東京）
  - 12月21日 - 23日- 「北風と大脳」（ザ・スズナリ/東京）
- 2015年
  - 4月30日 - 5月2日- 「ロイヤルストレートフラッシュバック」（SPACE 雑遊/東京）
  - 12月2日 - 6日- 「正しいピクニックのやり方」（下北沢小劇場B1/東京）
- 2016年
  - 6月28日 - 7月3日- 「トロピカリア」（上野ストアハウス/東京）
- 2017年
  - 5月30日 - 6月4日- 「Private Yellow」（下北沢小劇場B1/東京）
- 2018年
- 「果てしなきガム」
  - 1月10日 - 14日（ザ・スズナリ/東京）
  - 1月19・20日（道頓堀ZAZA HOUSE/大阪）
  - 1月21日（広島YMCA国際文化センター/大阪） - 広島公演のみ、“広島ホームテレビ「カープ道」PRESENTS 広島公演”の冠が付いた。[28]
- 「その他の人々」
  - 7月25日 - 29日（恵比寿・エコー劇場/東京）
  - 8月31日・9月1日（道頓堀ZAZA HOUSE/大阪）
- 2019年
- 「スプリングボンボン」
  - 4月25日 - 29日（恵比寿・エコー劇場/東京）
  - 5月11日・12日（道頓堀ZAZA HOUSE/大阪）
- 「ザ・ギース コンプリートライブ」(なかのZERO 小ホール/東京)[29]
  - 10月31日「スピード」/11月1日「パワー」
- 2020年
  - 4月14日 - 19日- 「自由律」（下北沢ザ・スズナリ/東京）[30] （新型コロナウイルス感染症の拡散防止のため中止）
  - 10月26日 - 10月28日- ザ・ギース全宇宙配信ライブ「スペース・ラグジュアリー・コント」（座・高円寺2/東京）[31]

## 映像作品

### 単独ライブ
- THE GEESE 1st DVD「Dr.バードと優しい機械」（2009年8月26日発売、コロムビアミュージックエンタテインメント）
- THE GEESE ライヴDVD「ALTERNATE GREEN」（2010年6月30日発売、コロムビアミュージックエンタテインメント）
- THE GEESE「Poetry Vacation」（2012年7月24日発売、株式会社テレビマンユニオン）
- ザ・ギース コントセレクション「ニューオールド」(2014年9月24日発売、株式会社コンテンツリーグ)

### その他
- キングオブコント2008（2009年2月18日発売、よしもとアール・アンド・シー） 決勝＋準決勝(Disc2) ※Disc2はレンタル版収録なし
- キングオブコント2009（2009年2月18日発売、よしもとアール・アンド・シー） 決勝審査員 ※準決勝は収録なし
- キングオブコント2010（2010年12月22日発売、よしもとアール・アンド・シー）決勝審査員＋準決勝(Disc2) ※Disc2はレンタル版収録なし
- キングオブコント2011（2011年12月23日発売、よしもとアール・アンド・シー）決勝審査員＋準決勝(Disc2) ※Disc2はレンタル版収録なし
- キングオブコント2013（2013年12月18日発売、よしもとアール・アンド・シー）決勝審査員＋準決勝(Disc2) ※Disc2はレンタル版収録なし
- キングオブコント2014（2014年12月24日発売、よしもとアール・アンド・シー）決勝審査員＋準決勝(Disc2) ※Disc2はレンタル版収録なし
- シティボーイズミックス presents 10月突然大豆のごとく(2011年3月23日発売、日本コロムビア)
- シティボーイズのFilm noir(2011年3月23日発売、日本コロムビア)
- SICKS〜みんながみんな、何かの病気〜 Blu-ray box / DVD box (2016年3月28日発売、Loppi・HMV限定) 12話、特典映像にゲスト出演
- アメトーーク! 26（2013年3月27日発売、よしもとアール・アンド・シー）広島カープ芸人(尾関のみ)
- アメトーーク! 38（2017年3月8日発売、よしもとアール・アンド・シー）優勝!!広島カープ芸人(尾関のみ)
- ネタの笑タイム～人気芸人のテッパンネタあつめました～ (2016年8月24日発売、コンテンツリーグ) - 『ザ・ギース コントセレクション「ニューオールド」』よりコント「卒業式」を収録

## 連載
尾関高文
- カープ芸人ザ・ギース尾関の「市民球場のベンチから沢ガニ」（月刊 広島アスリートマガジン）
- カープ芸人・ギース尾関「チェコにあこがれて」（広島アスリートアプリ）
- 野球好きコラム 広島好き（2014年3月20日 - 、J SPORTS）
- ギース尾関の「助っ人外国人SNS探報記」（2017年7月13日 - 、Baseball Crix（ベースボールクリックス）） 木曜更新

高佐一慈
- 誰にでもできる簡単なエッセイ（2020年1月28日 - 2022年9月5日、PLANETSメールマガジン）

## 書籍
尾関高文
- 芸人と娘（2016年3月31日、飛鳥新社）[32]
- やっぱりカープが好きじゃけん（2016年11月25日、あさ出版） ISBN 978-4-86063-914-3
- ザ・ギース尾関の「娘の絵を完コピ！」 おえかきキャラ弁（2019年4月1日、永岡書店）

高佐一慈
- かなしみの向こう側（2022年3月3日、ステキブックス）[33]
- 乗るつもりのなかった高速道路に乗って（2022年8月26日、PLANETS/第二次惑星開発委員会）